# الناصر بن علناس بن حماد
الناصر بن علناس بن حماد، واسمه الصحيح الناصر بن علاء الناس، رابع ملوك الدولة الحمادية، وصل للحكم بعد انتقامه من بلكين بن محمد بن حماد، الذي قتل أخته، يُعتبر الناصر أعظم الملوك الحماديين، حيث بلغت الدولة في عهده أقصى إتساعها وذروة قوتها ونهضتها الحضارية بعد بناء بجاية وغزو القيروان، وتبعت له الكثير من السلالات في إفريقية.
كان الناصر سفاحاً ومفرط الغيرة، رغم ذلك كان جواداً كريماً يأمله الناس ويقصده الشعراء، داهياً حازماً وله شأن.

## توليه
قام حاكم الدولة الحمادية بلقين بن محمد بقتل أخت الناصر، ناميرت، فأخذ الناصر على نفسه أن ينتقم لأخته، وكان بلقين يرى الناصر "أصغر خلق الله شأنا"، وترقب الناصر طريق عودة بلقين، فقتله يوم 1 رجب 454 هـ/11 يوليو 1062 في تسالة جنوب وهران. ثم نودي به أميرا، ودخل القلعة وتولى الأمور يوم الخميس 14 أو 15 شعبان 454 هـ / 23 أو 24 أغسطس 1062. وهذه رواية ابن بسام في مقتل بلقين: «كان بلقّين مُولعًا بالإدلاج إذا ارتحل، مؤثّرًا للانفراد كلّما ركب ونزل، فاقسم تلك الليلة ألاّ يُدَلج إلا حاسِرًا، وليقتلنّ الناصر إذا نزل ولو كان أسدًا خادرًا، فأعجلَه عن الأمر، ولمّا يَبْدُ وَضَحُ الفجر، لقيه كأنّه يسلّم عليه، أو يسير بين يَدَيْهِ، فما راجعه الكلام، إلاّ وقد جلّله الحسام، وأراح منه البلاد والأنام، ثم قام مقامه، واستظلّ أعلامه، وأمر برأسه فرُفِع على بعضها وسِيرَ أمامه، والناس يظنّون أنّ بلقّين، قد قتل بعض أتباعه الممتحَنين، فهم يتساءلون عمّن قتل، ويرجمون الظنّ فيما فعل، حتى طلعت الشّمس، وارتفع اللّبس، فأمر برفع مضاربه، وحَشْر زعماء ذويه وأقاربه، فقال: أنتم تعلمون أنّ بلقّين قتل أختي، وفجعني بأكرم حُرْمَتي، وإنّما شَفَيْتُ صدري، وأخذتُ بِوَثْري، لا أنّي حدّثتُ نفسي بسلطانكم ، ولا رأيتُني أهلاً للدخول في شيء من شأنكم. فردّوا عليه جميلاً، ورأوا إمهالَه قليلا، وظنّوا أنّه لم يجسُرْ على ما فعل إلاّ وله أشياع، وحوله أعوان على ذلك وأتباع، فكلّ واحد منهم قد ارتاب بِمَنْ يليه، وأهمّه ما هو فيه. وأمر لحينه بخزائن بلقّين فأنهبها ذُؤْبَان العرب وصقورة زناتة، فاستخلص بذلك غيوبهم، وأمال إليه قلوبهم، ورحل تحت ليلته يطوي المراحل، ويعتسف المجاهل، فسبق الأخبار إلى القلعة، فَوَطِئَ الحريم، وتملك الظاعنّ والمقيم.»
صادف أن تولي الناصر جاء في نفس فترة وفاة المعز بن باديس وتولى ابنه تميم، فأرسل الناصر لابن عمه بالتهاني والتعازي، وعند توليه قام حمّاد بتولية أخيه كبّاب على المغرب (غرب الدولة الحمادية) وأسكنه مليانة، وولّى أخاه رُمّان على البويرة، وولى أخاه خَرَز على نقاوس، وولى أخاه بلبار على قسنطينة، وولى ابنه عبد الله على الجزائر ومرسى الدجاج، وولى ابنه يوسف على آشير ووالي مجهول على ورقلة.

## عهده

### انتفاضة بسكرة
بعد فشل تمردهم ومقتل كبيرهم، نجح بنو جعفر (ليسوا أبناء جعفر بن أبي رمان حاكم بسكرة السابق) في أن يفتكوا بسكرة من حكامها بنو سندي وثاروا على بني حماد هناك، فوجه لهم الناصر وزيره ووزير سابقه، خلف بن أبي حيدرة، ولهذا القائد خبرة فقد أخضع بسكرة في انتفاضتها الأولى، فاستحوذ على بسكرة بعد أن حاصرها، ثم أرسل بنو جعفر للقلعة، فصلبهم الناصر.

### تغيير الوزراء
قد ادعى بعض الرؤساء الصنهاجيين أن خلف بن أبي حيدرة سعى في أن يولي معمر بن محمد بن حمّاد بدلا عن الناصر إثر مقتل بلقين بن محمد، وأنه شاورهم في هذا السيئ، فقتل الناصر وزيره وعين بدله أبا بكر أحمد بن أبي الفتوح جعفر بن أفلح، ثم ارتحل للمغرب لتفقد أحوال دولته هناك.

### عصيان علي بن ركّان
إثر مقتل بلقين بن محمد، فر علي بن ركّان ملتحقا بأخواله بني عجيسة، وبمساعدتهم استغل غياب الناصر واستولى على تاقربوست شمال قلعة بني حماد خلال غارة ليلية، فرجع الناصر بسرعة من المسيلة واسترجع تاقربوست بسرعة، فانتحر ابن ركان خوفا من بطش خصمه.

### مبايعة مدن إفريقية للناصر
قام حمو بن مليل حاكم صفاقس بتقديم رسالة بيعة للناصر مصطحبا معها هدية، كما قدم إليه يحيى بن وطاس مقدّم توزر ورئيس مجلس قسطيلية على رأس وفد لتقديم شواهد الإخلاص، وأرجع الناصر كلا الزعمين مغمورين بالهدايا، أما مدينة تونس فلم تدخل فقط في طاعة الناصر بل التمست منه تولية شخص ما عليهم، فولى عليهم عبد العزيز بن عبد الحق الذي أسس سلالة بنو خراسان التابعة لبني حماد.

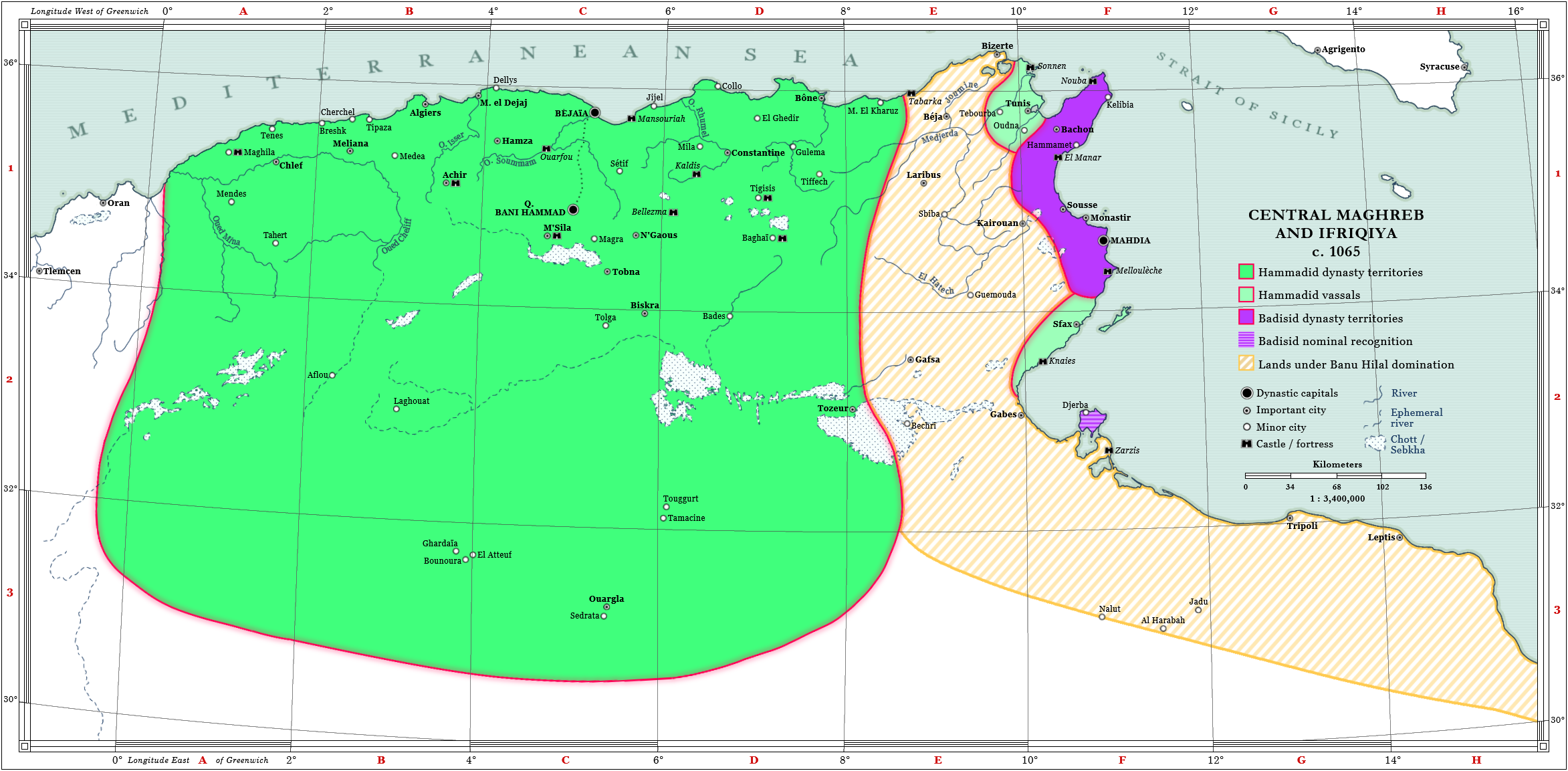
خريطة الدولة الحمادية سنة 1065 والمناطق التابعة لها في إفريقية

### حملة إفريقية الأولى
طلب الأثبج معونة الناصر ضد رياح، فوافق وقرر أن يغزوا إفريقية ويحاصر المهدية، فأرسل له تميم بن المعز حلفاً من قبائل رياح وزغبة ومغراوة، بينما كان الجيش الحمادي مكون من صنهاجة وزناتة والأثبج، والتقى الجيشان في سهل سبيبة سنة 1065 وهُزم الناصر هزيمة فادحة بسبب دسائس العرب والمغراويين وكاد يموت لولا تضحية أخيه القاسم، ثم حاصر بنو رياح القلعة وأتلفوا البساتين والغابات، ونهبوا طبنة والمسيلة وخربوا فنادقها وردموا الآبار وقطعوا الأشجار، فاعتصم الناس في المدن الكبيرة بينما فُرضت الجزية على القرى الصغيرة، وبهذا وقع بنو حماد في نفس ما وقع به آل باديس قبل 10 سنوات، وفشلت محاولات الناصر للصلح، وزاد الطين بلة بعد أن حاصر تميم تونس وأدخلها في طاعته بعد أن كانت تابعة لبنو حماد.
لم ينوي الناصر انشاء علاقة بأبناء عمه الباديسيين، فقد كان يستهزئ بهم في مجالسه، فيحمل ابن الأثير والنويري المسؤولية كاملة على الناصر، سواء بغيبة تميم أو بأطماعه في القيروان، اما ابن خلدون فيرى ان الناصر بدأ لكن سبب ذلك وقوعه في خداع قبائل الأثبج ويكاد يتفق معه في هذا ابن عذاري، بينما يرى صاحب الاستبصار أن الناصر كان يريد نصرة تميم وهو رأي بعيد للغاية.

### بناء بجاية ومحمد بن البعبع
بعد معركة سبيبة استقر الأعراب قرب القلعة، ولم يعد الناصر يطيق وضعه، وحاول مفاوضة العرب بالمال، لكن جشعهم وطمعهم جعلاه يفكر في حل أفضل وهو الاتقال لمكان جديد. وكان الناصر قد علم أن تميم لم يفرح بنصره في سبيبة بل شعر بالحزن، فقال له وزيره أبو بكر بن أبو الفتوح: «أَلَمْ أُشِرْ عليك أن لا تقصد ابن عمّك وأن تتفقا على العرب، فإنكّما لو اتّفقتما لأخرجتما العرب.» فرد الناصر: «لقد صدقتَ ولكن لا مردّ لما قُدِّرَ، فأَصْلِحْ ذاتَ بَيْنِنا.» فأرسل الوزير رسولا برسالة اعتذار فقبل تميم قوله وأرسل بدوره محمد بن البعبع. فسار محمد مع رسول الناصر ومروا ببجاية التي كانت مجرد منزل يسكنه بعض الفلاحين البربر من قبيلة بجاية الصنهاجية، وأعجب موقعها الآمن والمناسب ابن البعبع.

و بعد ان قدم ابن البعبع رسالة تميم قال للناصر: «معي وصيّة إليك وأحبّ أن تخلي المجلس.» فرد الناصر: «أنا لا أخفي عن وزيري شيئًا.» فأصر محمد: «بهذا أمرني الأمير تميم.» وهنا وقف الوزير أبو بكر بنفسه وخرج ليترك ابن البعبع وابن علناس، فاستغل محمد الفرصة وقال للناصر: «يا مولاي ! إنّ الوزير مخامر عليك، هواه مع الأمير تميم لا يخفي عنه من أمورك شيئًا، وتميم مشغول مع عبيده، قد استبد بهم وأطرح صنهاجة وغير هؤلاء. ولو وصلتَ بعسكرك ما بِتَّ إلاّ فيها لبُغْضِ الجند والرعيّة لتميم. وأنا أشير عليك بما تملك به المهديّة وغيرها» وقال له: أنا أنتقل إليك بأهلي وأدير دولتك. كما ذكر له بجاية وعمارتها ونصحه ان ينتقل اليها، فوافقه الناصر وأصبح يشك في وزيره، وخرج مع ابن البعبع إلى بجاية وترك وزيره في القلعة، وروى ابن البعبع للناصر مخططاته في بجاية وأراه موضع الميناء والبلد والدار السلطانية.

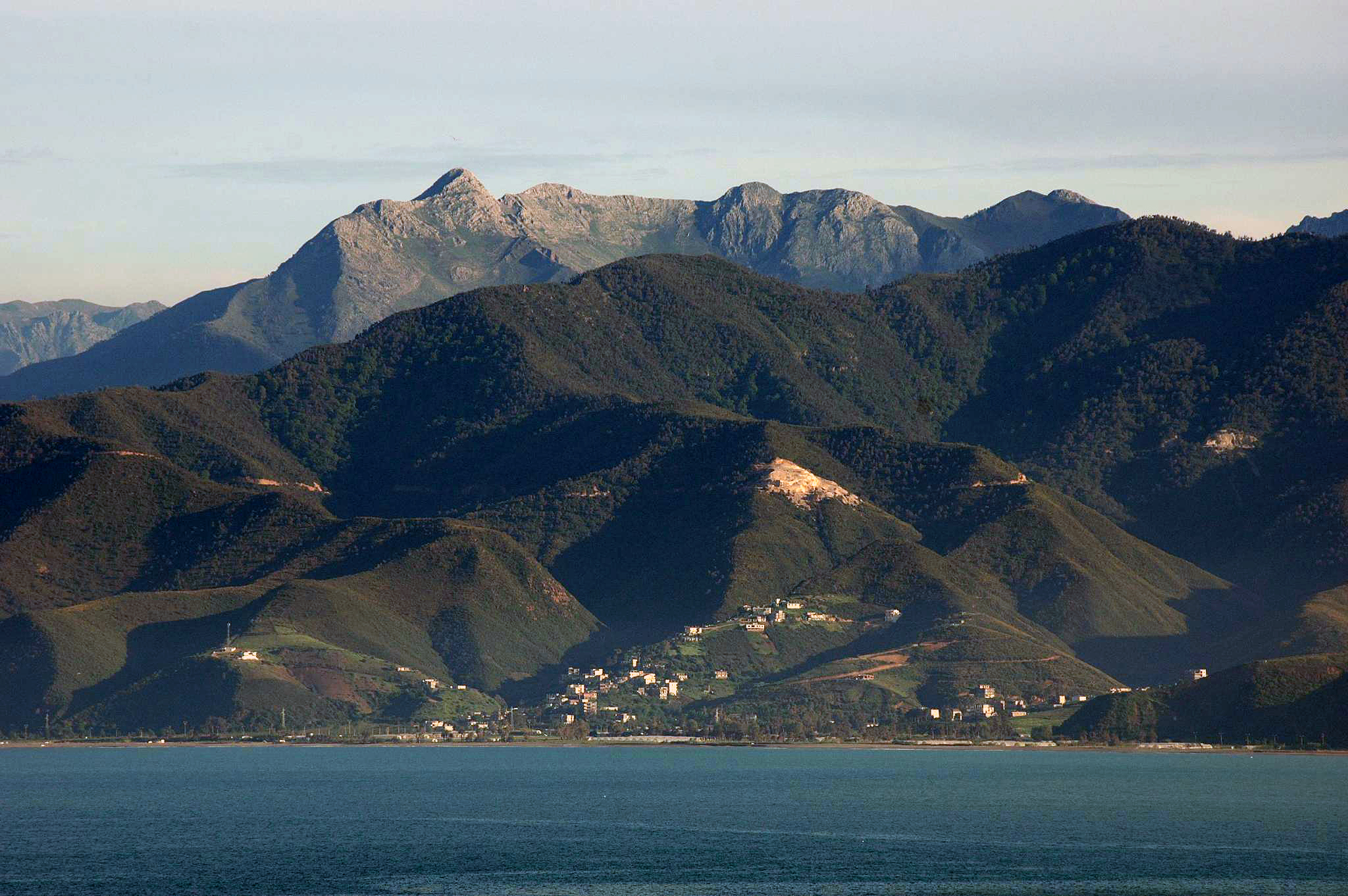
جبال بجاية

و استولى الناصر سنة 460 هـ / 1067 على جبل بجاية، فأمر من حينه ببدأ البناء وشكر الرسول محمد ابن البعبع ووعده بالوزارة اذا رجع من إفريقية ثانية ثم ذهبا للقلعة وقال الناصر لوزيره: «إنّ هذا الرسول محبّ لنا، وقد أشار ببناء بجاية ويريد الانتقال إلينا، فاكتب له جواب كتبه.» ففعل الوزير، وبعدها تسلم محمد من الناصر ألف دينار وأربعة خدم وأربع زنجيات واربعة بغال من اصطبل الأمير وقفل راجعاً إلى المهدية، ولكن واجه محمد بن البعبع مشاكل مع تميم الذي اتهمه أنه هو من جاء بفكرة بناء بجاية فأرسل للناصر: «إنّي لمّا اجتمعت بتميم لم يسألني عن شيء قبل سؤاله عن بناء بجاية، وقد عظم أمرها عليه واتّهمني، فانظر إلى من تثق به من العرب ترسلهم إلى موضع كذا، فإني سائر إليهم ( وقد اتفقت معهم في هذا الشأن. فأرسل من تثق بهم من بني هلال)، وقد أخذت عهود زويلة وغيرها إلى طاعتك.» فلما قرأ الناصر الرسالة سلمها لوزيره الذي علق "لقد نصح وبالغ في الخدمة ، فلا تؤخّر عنه إنفاذ العرب ليحضر معهم" لكن الوزير سرب لتميم بن المعز رسالة ابن البعبع ورسالة أخرى كتبها هو فيها تفاصيل العلاقة بين الناصر وابن البعبع، ما أدى لمقتل ابن البعبع على يد تميم.
فغضب الناصر وقتل وزيره أبو بكر بن أبو الفتوح الذي يراه على أنه يميل للباديسيين ويحبط مشاريعه ومؤامراته، للأخذ بثأر عميله محمد بن البعبع، حيث أنه السبب الرئيس في مقتله، ورغم كل ذلك استمر بناء بجاية تحت اسم الناصرية، وفيها بُني قصر اللؤلؤ من الأساس، وبعد ان عمر الناصر مدينته الجديدة وأعفى اهلها من الخراج استقر ببجاية سنة 461 هـ / 1068 ونقل إليها ذخائره.
و بنيت بجاية في آخر منحدرات جبل أمسيون، وكان موقعها آمن للغاية ونزح لها الكثير من الناس حيث كان من شبه المستحيل أن يصلها العرب لوعارة الطريق، وكانت الناصرية تنتج القمح والتين والشعير وغيرها، ومن سفوح الجبال كانت تُجنى النباتات الطبية، وتحولت بجاية إلى مدينة بحرية بامتياز وبُنيت الكثير من القصور منها قصر اللؤلؤ في الشرق وقصر الكوكب في الغرب وقصر أميمون في الشمال، وغيرها الكثير من البوابات والمساجد والمقابر.

### حملة إفريقية الثانية
لم يتوقف الناصر عن رغبته في إفريقية، فغزاها ثانية بدعم الأثبج وحاصر الأربس ثم دخلت القيروان في ولائه فأقام بها ثم غادر خوفا من كثرة العرب، وترك تابعه القائد بن ميمون الذي اضطر أن يغادر لاحقا بعد أن سير له تميم جيشاً استرجع القيروان.

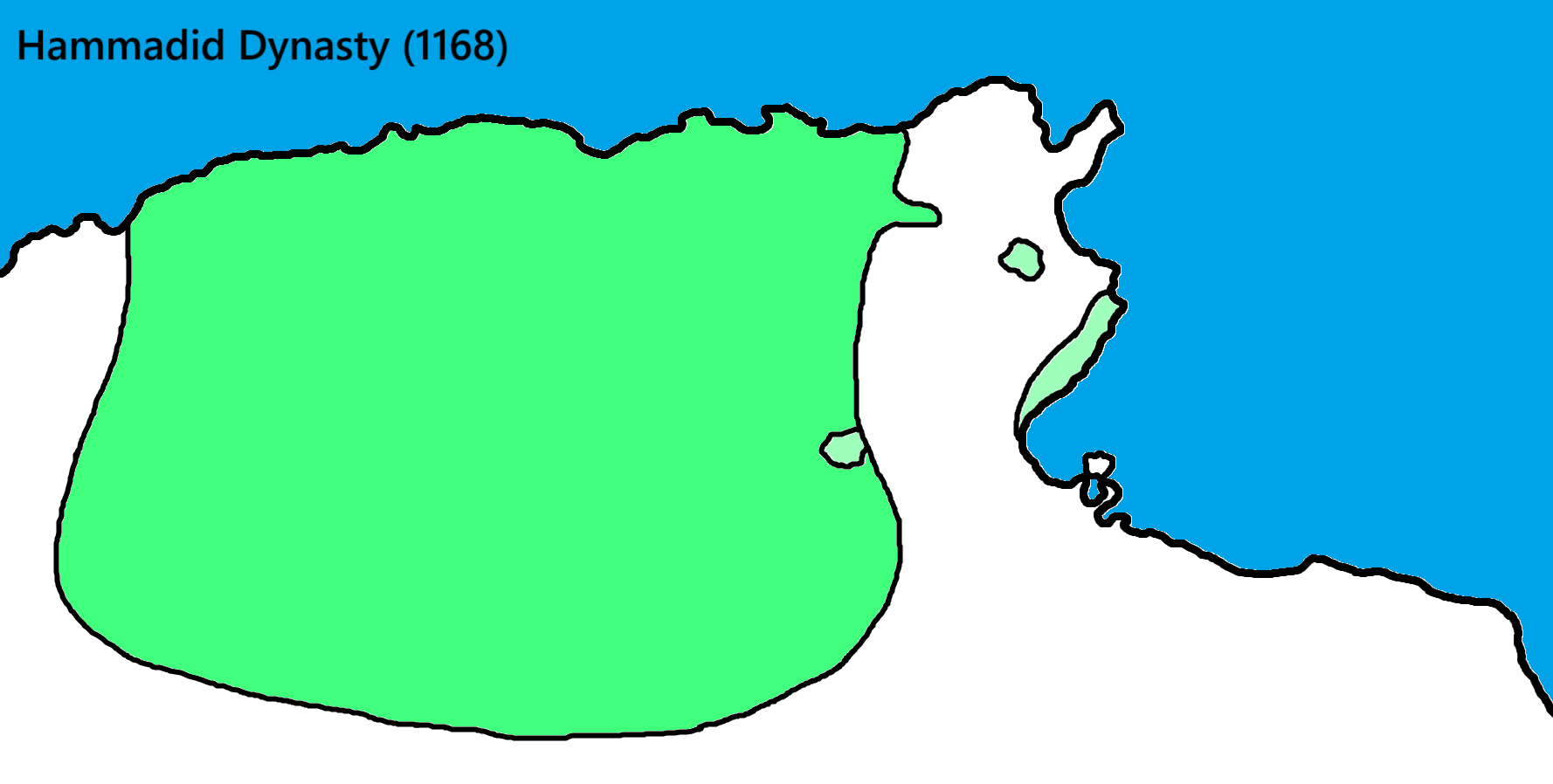
خريطة الدولة الحمادية سنة 1068.

### اشتراء القيروان
في سنة 470هـ / 1077، سار القائد بن ميمون من بلاط الناصر إلى بلاط حمو بن مليل أمير صفاقس، ونجح في إقناع أمير زغبة يبقى بن علي في أن يبيع القيروان لحمو، فكافئه ابن مليل وعينه عليها فدخلها وحصنها وجدد أسوارها. وقيل أن القائد هو من اشترى القيروان بنفسه.
و نظرا لعدم تواجد معلومات حول ما إذا كان حمو والقائد يعملان للناصر الذي اشترى القيروان بنفسه حسب عدد من الروايات أو أنهما كانا يعملان لصالحهما، وسبب ذلك غموض العلاقة بين القائد والناصر وظروف رحيله، لكن لم يُذكر أنه قد حصل بينهما شيء فقد يكون القائد في مهمة من الناصر لدى حمو لاستغلال هزيمة زغبة، واستغرب باحثون أن حمو عين القائد على الناصر فقط لتوسطه في البيع، وقربوا أن البائع يبقى بن علي ومعه زغبة كانوا تحت ضغط بنو رياح فباعوها لحمو عدو الرياحيين.

### الصلح مع الزيريين والزواج من بلارة
في سنة 470هـ / 1077 أبرم الناصر وتميم اتفاقية صلح لا نعرف بنودها، وزوج تميم ابنته بلّارة للناصر، وأعطى الناصر 30 ألف دينار مهراً فأخذ تميم دينار واحد ورد الباقي، وجاءت بلارة من المهدية محروسة ومعها المال والحلي.
و كان هذا القران مباركا وناجحا وأحب الناصر هذه الأميرة المهذبة وبنى لها قصورا في بجاية وقصر بلارة في القلعة، وعاشت بلارة معززة عالية عند زوجها الناصر، وأنجبت له الأميرة عدة أبناء أطراهم ذكرا وأعلاهم كعبا المنصور، ولننظر في الوصف المبهرج لهذا الزواج من قبل حسن حسني عبد الوهاب: «ورأى من عقلها وعلو همتها وكرم شمائلها ملكت شغاف قلبه وأحبها حبا شديدا، وابتنى لها بقلعة بني حماد وبجاية قصورا شامخة وأحاط بها الحدائق الانيقة فيها الروح والريحان، ومن كل فاكهة زوجان، ومن تحتها الانهار الدافقة، والازهار الشائقة، وجلب اليها كل ما تشتهي الانفس، وتلذ الأعين، اكراما واحتفاء بزوجه الاميرة بلارة. واختصت الاميرة لاقامتها ايوانا بقلعة بني حماد اشتهر لذلك باسمها وهو قصر بلارة وقد محا اليوم محاسنه الزمان وطمس رسمه الحدثان.»

### ازدهار الدولة والمعمار
بعد الإصلاحات الواسعة التي أجراها الناصر على مؤسسات دولته واقتصاده وكذلك تقوية جيشه، بلغت الدولة أوج مجدها وعظمتها ،ورقيها وازدهارها وتوسعت رُقعة حُكمها، فيقول ابن خلدون: "في أيام الناصر هذا عظم شأنهم، فبنى المباني العجيبة المؤّنقة، وشيد المدائن العظيمة ورد الغزو إلى المغرب، وتوَّغل فيهم".
و قبل أن يؤسس الناصر بجاية، جدد الجامع الأعظم في القلعة وبنى بجواره عدة قصور، منها قصر العروسين وقصر بلارة نسبة لزوجته وقصر الخلافة وقصر الكوكب (و سيبنى قصر آخر بنفس الاسم في بجاية).
وصف أبو عبد الله محمد الصنهاجي قصر بلارة والعروسين في شعره:
ان العروسين لا رسم ولا طلل *** فانظر ترى ليس الا السهل والجبل

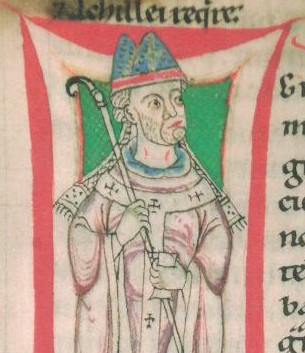
منمنمة البابا غريغوري السابع

وقصر بلارة أودى الزمان به *** فأين ما شاده منها السادة الأول

### العلاقات مع الدولة البابوية
في سنة 468-469هـ / 1076، قدم الناصر طلب للبابا غريغوري السابع بأن يعين الأسقف سرفندوس قس على بجاية، ووجه إليه الناصر هدايا وأطلق سراح الأسرى النصارى في الدولة الحمادية، وقبل البابا ورحب ذلك، وجاء هذا التقارب في وقت كان فيه تميم بن المعز يناصر المسلمين في صقلية.

### الحروب مع زناتة
بعد بناء بجاية ازدادت قوة بني حماد، وتخلص الناصر من جبهة الشرق بعد اتفاقيته مع تميم، ثم قاد بعض الحملات في المغرب الأوسط وأصبح صديق بني ومانو وتزوج الناصر أخت زعيمهم ماخوخ.
و دخل في حرب مع بني خزرون حكام طرابلس، فهزمهم بعد أن اغتال المنتصر بن خزرون، قام الناصر بقتل الكثير من القادة الزناتيين منهم الفتوح بن حنّوش من بني سنجاس حكام مدية، وحرض الناصر بني ورسيفان على قتل عمه معنصر بن حماد بعد أن هاجم مليانة وقتل شيوخهم، فهاجم بنو ورسيفان معنصر وقتلوه وتم عرض رأسه مع المنتصر بن خزرون.
و مع ازدياد شكاوي أهل الزاب من غارات بني غمرت الزناتيين حلفاء الأثبج، أرسل الناصر ابنه المنصور في حملة عسكرية، فهاجم مدينة وُرغلّان جنوب بسكرة وخربها، ثم اتجه مع جنوده ودخل ورقلة وعين عليها والي ورجع محملا بالأسرى والغنائم، وبعدها هاجم بني توجين حلفاء بني عدي، ووجه لهم الناصر ابنه المنصور الذي نجح في أسر أمير بني توجين مناد بن عبد الله وأخيه زيري وأعمامه الأغلب وحمامة وأسر أمراء بني عدي سَكَن بن عبد الله وحميد بن غزل ولاحق بن جيهان، فجلبهم الناصر وأنبهم لأنه اعانهم سابقا، ثم قطع أيديهم وأرجلهم وأعدمهم.

## الوفاة
توفي الناصر يوم الجمعة 7 جمادى الأولى أو الثانية 481هـ / 29 جويلية أو 28 أوت 1088 بقصره في بجاية، بعد 27 سنة من الحكم.